# يوم فحص التهاب الكبد

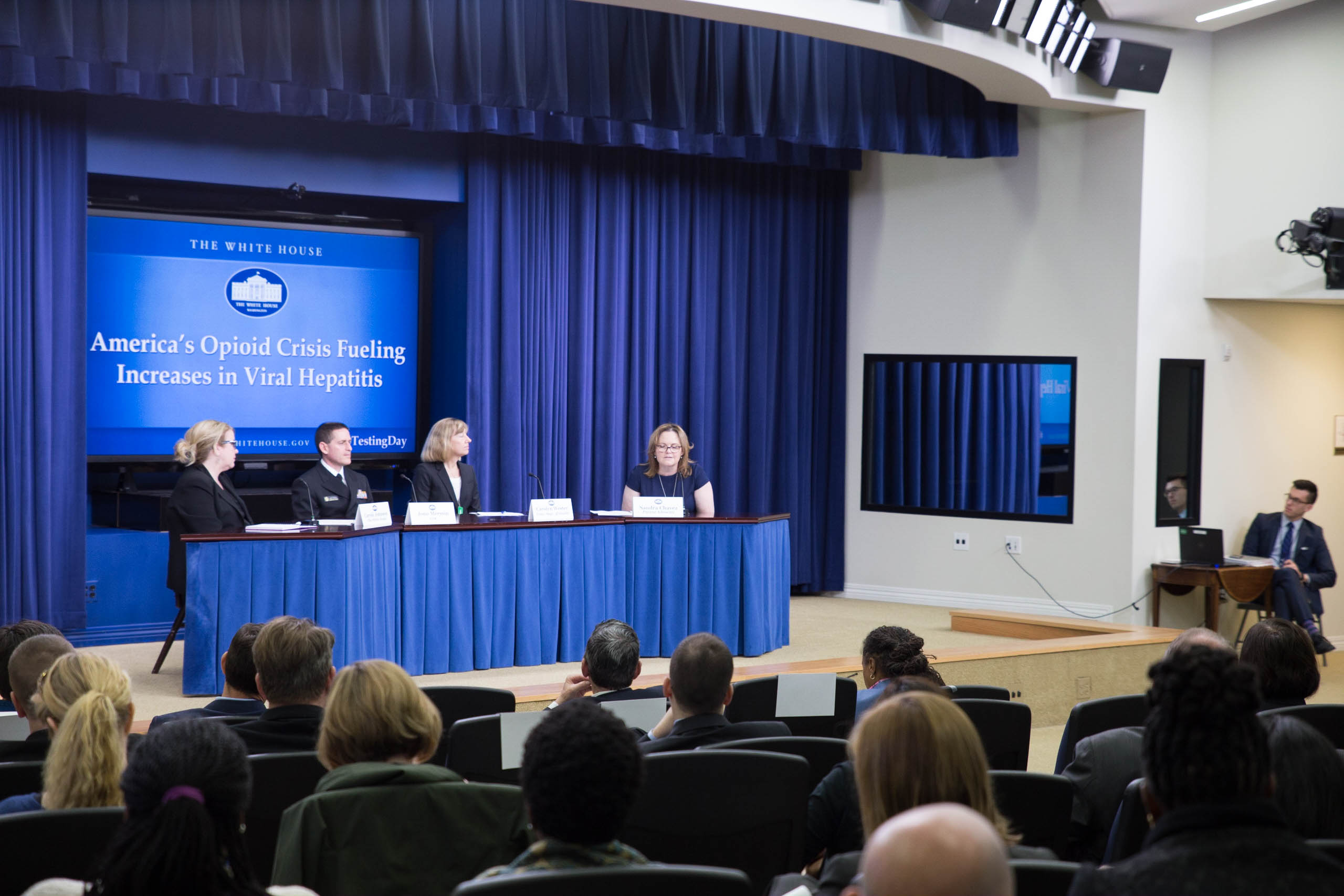

يوم فحص التهاب الكبد هوَ يوم 19 مايو من كُل عام في الولايات المتحدة الأمريكية.